# Blaketown (Nouvelle-Zélande)
Pour les articles homonymes, voir Blaketown.

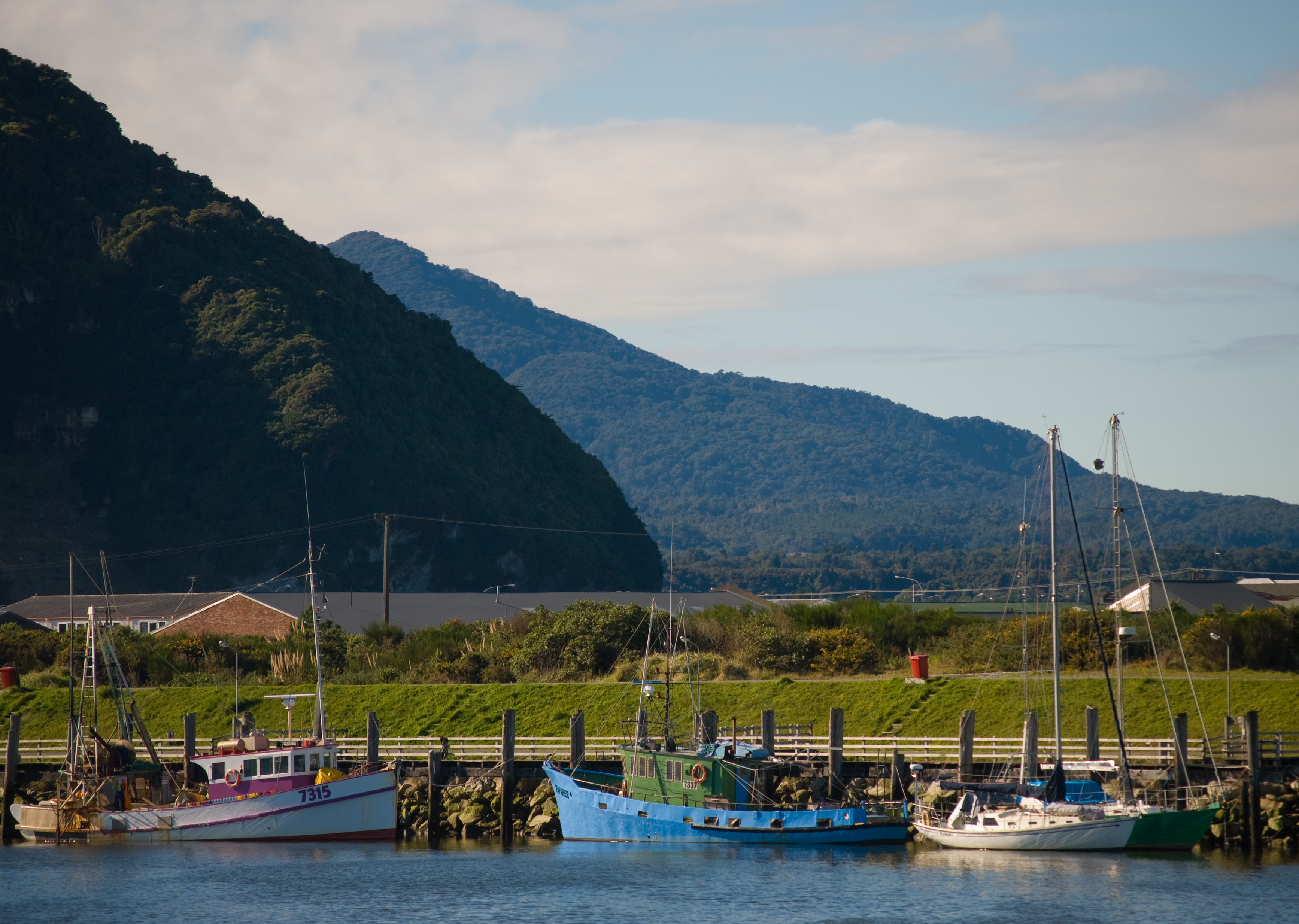
Lagoon de Blaketown

Blaketown est une banlieue de l’ouest de la ville de Greymouth, située dans la région de la West Coast de l’Île du Sud de la Nouvelle-Zélande.

## Situation
Le fleuve Grey sépare la banlieue de Blaketown de celle de Cobden, et le lagon de Blaketown la sépare du centre de la ville de Greymouth,. Elle est limitée au nord-est par la banlieue de Cobden, à l’est par la ville de Greymouth, au sud par celle de Karoro et à l’ouest par la mer de Tasman.

## Population
La population était de 969 habitants selon recensement de 2006, en augmentation de 9 personnes par rapport à 2001.

## Toponymie
La ville a été nommée d’après Isaac Blake, un commerçant des premiers temps dans le district.

## Éducation
L'école de Blaketown School est une école mixte, assurant tout le primaire, allant de l’année 1 à 8, avec un taux de décile de 2 et un effectif de 74 élèves.